# Encephalartos mackenziei
Encephalartos mackenziei là một loài thực vật hạt trần trong họ Zamiaceae. Loài này được L.E.Newton mô tả khoa học đầu tiên năm 2002.